# Aplidium pictum
Aplidium pictum är en sjöpungsart som beskrevs av Monniot 200. Aplidium pictum ingår i släktet Aplidium och familjen klumpsjöpungar. Inga underarter finns listade i Catalogue of Life.